# Kirchbichl
Kirchbichl er en kommune med 5.494 indbyggere (pr. 1. januar 2014) i Bezirk Kufstein, Tyrol, Østrig.

## Geografi

### Geografisk placering
Kirchbichl ligger i Unterinntal ved Wörgl. Bydele er Ort, Oberndorf, Bichlwang, Kastengstatt, Winkelheim samt Boden og Bruckhäusl ved udmundingen fra Brixental i Unterinntal.

### Nabokommuner
Nabokommuner til Kirchbichl er (i alfabetisk rækkefølge): Angath, Bad Häring, Itter, Langkampfen, Schwoich, Söll og Wörgl.

## Økonomi og infrastruktur
Af virksomheder i byen kan blandt andet nævnes:
- Krydderimøllen Moguntia fra Mainz har siden 2001 haft produktion i Kirchbichl.
- Kirchbichl har siden lukningen af den fulde produktion haft en cementindustri i form af et cementmale- og sendeanlæg, som drives af firmaet Schretter & Cie med hovedsæde i Vils.